# Valerij Miloserdov
Valerij Vladimirovič Miloserdov (in russo Валерий Владимирович Милосердов?; Ėlektrostal', 11 settembre 1951 – Mosca, 26 gennaio 2015) è stato un cestista sovietico, dal 1991 russo.
Era il padre di Aleksandr Miloserdov, anch'egli cestista della nazionale russa.

## Carriera
Con l'Unione Sovietica disputò due edizioni dei Giochi olimpici (Montréal 1976, Mosca 1980), i Campionati mondiali del 1974 e tre edizioni dei Campionati europei (1973, 1975, 1977).

## Palmarès
- Campionato sovietico: 12 (record)

CSKA Mosca: 1969-70, 1970-71, 1971-72, 1972-73, 1973-74, 1975-76, 1976-77, 1977-78, 1978-79, 1979-80, 1980-81, 1981-82
- Coppa dei Campioni: 1

CSKA Mosca: 1970-71